# 文革2.0
文革2.0是一個網絡用語，指代中華人民共和國在習近平2012年出任中共中央總書記執政後日益見長的文化等方面受壓迫的情況，如同第二次文化大革命。而在香港常被用於指控中央政府与特區政府打壓香港言論自由，或凡事政治化、扣帽子及上綱上線等行為。

## 產生与评论
2019年秋，习近平在中央黨校的一次开班講話中使用了58次“斗争”一词，新華社就此发表《“斗争”！习近平这篇讲话大有深意》一文，指出“这篇重要讲话的核心关键词就是“斗争”二字”。9月，胡少江在自由亞洲電台发布评论文章，认为习近平“以如此「好鬥」的姿態發表主旨演講，這如同公開宣示，習近平意欲超過了建國領袖毛澤東，成為中共歷史上「最好鬥」的領袖”，胡少江分析指出习近平不顾海内外各阶层的不满，“要沿著自己的那條一條極左的瘋狂路線走下去，也表明了他將不惜一切手段對任何不同意見進行堅決的鎮壓”，胡少江表示“當下中國的政治荒謬和輿論一律幾乎與文革前毫無二致”，并表示是習近平在营造文革2.0。
2020年10月，德国之声发布名为《香港刮文革风 教师忧遭学生举报》的视频报道，指出在香港国安法实施后，香港的历史、通识等课程变得敏感，有教师因教材提及言论自由及港独而终身不得再踏足任何校园，有亲中团体鼓励学生告密，搜集教师的“罪证”等，视频指出香港的文革风让师生关系失去互信，教师被迫自我噤声。
2021年5月，葉一知发布《中國文革 VS 香港文革2.0》一文，文中表示中共实施香港文革2.0的目的是由上而下鉗制甚至摧毀香港，并认为中共在借文革的殼來實行在香港的專權統治，葉一知表示文革2.0的终极目标应是“將中共施於大陸的一套搬到香港，教育、法庭、傳媒、網絡等全都要管，不容異見，不容反對”。 
2021年8月，自由亚洲电台的新闻援引澳大利亞時評人皇甫靜的评论，指出习近平面对西方国家反制将采用「打土豪分田地」的方式發動民眾获取支持，這些支持者将是習近平在「文革2.0」中的生力軍。同时，该新闻也援引了民主中國陣線創辦人之一的萬潤南观点，表示所謂共同富裕就是打著共同富裕的旗號來搶劫先富裕起來的人，并指出中國是往文革2.0的道路上走。
2022年10月，中国共产党第二十次全国代表大会在北京闭幕，会议通过了加入“敢于斗争及增强斗争本领”和强调“传承红色基因”等内容的中共党章修正案等。自由亚洲电台就此事转述了独立学者温志刚的观点，表示共产党过去四十年的建设、发展路线哲学从此被斗争哲学所取代，而中国大陸与美国等西方国家的关系将因此而难以预测，尤其是中美关系和台海局势。